# Indietronica
Indietronica (também chamado de indie electronic) é um termo usado para descrever artistas de rock que compartilham uma afinidade pela música eletrônica, usando samplers, sintetizadores, caixa de ritmos e programas de computador. Mais uma categorização do que um estilo, o termo indietronica descreve uma tendência dos artistas que, na década de 90, seguiram as tradições da música eletrônica inicial (compositores da BBC Radiophonic Workshop), krautrock e synthpop. Os progenitores do gênero foram as bandas inglesas Disco Inferno e Stereolab. Durante o início dos anos 2000, o número de artistas do gênero cresceu de forma exponencial, já que a gravação em casa e os sintetizadores de software (ou softsynths) se tornaram comuns. A maioria dos músicos do gênero podem ser encontrados em gravadoras independentes como Warp, Morr Music, Sub Pop ou Ghostly International.

## História
O gênero começou no início dos anos 1990, através de bandas como Stereolab e Disco Inferno, e entrou no novo milênio ao sabor das novas tecnologias aplicadas à música.  Directamente conectados com os sistemas electrônicos, bandas como Broadcast (Inglaterra), Justice (frança), Lali Puna (Alemanha) e The Postal Service e Ratatat (EUA), trabalham na mistura de uma série de sons indie, com vozes melosas e melodias electrónicas agradáveis na maioria das vezes alegres e em alguns casos melancólicas que são por vezes próximas do house por vezes próximas do trip hop. Para fazer justiça ao género, estas bandas tem sido distribuídas por editoras independentes.

## Lista de artistas

### No Brasil
- Cansei de Ser Sexy
- Bonde do Rolê
- Letrux

### Internacionalmente
- Bear in Heaven
- Blackbear
- Caribou
- Cornelius
- Crystal Castles
- Daft Punk
- Death from Above 1979
- Delorean
- Disclosure
- Digitalism
- Eden
- Metronomy
- Electric President
- Gnash
- The Chain Gang Of 1974
- Faded Paper Figures
- The Faint
- Foster the People
- Her Space Holiday
- Gang Gang Dance
- Ghostland Observatory
- Gold Panda
- Hot Chip
- I Heart Sharks
- Iris
- I Was A Cub Scout
- Justice
- Kye Kye
- LCD Soundsystem
- The Limousines
- The Ting Tings
- MGMT
- M83 (banda)
- Milky Chance
- Lemaitre
- Miami Horror
- Montt Mardié
- Ms. John Soda
- The Naked and Famous
- Neon Indian
- Owl City
- The Notwist
- Passion Pit
- The Postal Service
- Ratatat
- Regina Spektor
- Robert DeLong
- Shiny Toy Guns
- Teenager
- Toro Y Moi
- Unicorn Kid
- Zoon van snooK
- Tame Impala
- The xx

## Cultura popular
Este género foi mencionado no episódio "Geddup Noise " do desenho animado Homestar Runner.